# Национални паркови Румуније
Румунија има 14 националних паркова. Највећу површину заузима национални парк Делта Дунава који се налази и на листи светске баштине УНЕСКО-а.

## Списак националних паркова
| Слика | Назив                    | Основан | Површина у | Локација                                                                    |
| ----- | ------------------------ | ------- | ---------- | --------------------------------------------------------------------------- |
|       | Буила—Вантурарица        | 2005.   | 4.186      | Национални паркови Румуније на карти Румуније · Национални паркови Румуније |
|       | Делта Дунава             | 1991.   | 576.216    | Национални паркови Румуније на карти Румуније · Национални паркови Румуније |
|       | Домоглед — Долина Черне  | 1982.   | 61.211     | Национални паркови Румуније на карти Румуније · Национални паркови Румуније |
|       | Калимани                 | 1975.   | 24.041     | Национални паркови Румуније на карти Румуније · Национални паркови Румуније |
|       | Кањон Жијуа              | 2005.   | 11.127     | Национални паркови Румуније на карти Румуније · Национални паркови Румуније |
|       | Клисура Биказа — Хашмаш  | 1990.   | 6.575      | Национални паркови Румуније на карти Румуније · Национални паркови Румуније |
|       | Клисура Нере — Беушница  | 1990.   | 36.758     | Национални паркови Румуније на карти Румуније · Национални паркови Румуније |
|       | Козија                   | 1966.   | 17.100     | Национални паркови Румуније на карти Румуније · Национални паркови Румуније |
|       | Мачинске планине         | 2000.   | 11.152     | Национални паркови Румуније на карти Румуније · Национални паркови Румуније |
|       | Пијатра Крајулуј         | 1938.   | 14.773     | Национални паркови Румуније на карти Румуније · Национални паркови Румуније |
|       | Ретезат                  | 1935.   | 38.047     | Национални паркови Румуније на карти Румуније · Национални паркови Румуније |
|       | Родна                    | 1990.   | 47.177     | Национални паркови Румуније на карти Румуније · Национални паркови Румуније |
|       | Семеник — Клисура Караша | 1982.   | 36.664     | Национални паркови Румуније на карти Румуније · Национални паркови Румуније |
|       | Чахлау                   | 1995.   | 7.743      | Национални паркови Румуније на карти Румуније · Национални паркови Румуније |